# North Devon (circonscription britannique)
Circonscription parlementaire de la Chambre des communes
La circonscription de North Devon est une circonscription électorale du Royaume-Uni. Comme son nom l'indique, elle se situe dans le nord du comté de Devon représentée à la Chambre des communes du Parlement britannique.

## Histoire
Jusqu'en 1832, le comté de Devon forme une seule circonscription électorale. Elle est divisée entre ses moitiés nord et sud par le Reform Act 1832, qui donne ainsi naissance à une première circonscription de North Devon qui envoie deux députés à la Chambre des communes. Cette circonscription est abolie par le Redistribution of Seats Act 1885 (en) et remplacée par celles de Barnstaple et Tiverton.
Une nouvelle circonscription de North Devon, plus petite que l'ancienne, est créée en 1950 à partir de celles de Barnstaple et South Molton. Son député le plus célèbre est le libéral Jeremy Thorpe, qui la représente pendant vingt ans, de 1959 à 1979.

## Liste des députés

### 1832-1885
- 1832 : Hugh Fortescue (whig) et Newton Fellowes (whig)
- 1837 : Hugh Fortescue (whig) et Thomas Dyke Acland (10e baronnet) (conservateur)
- 1839 : Lewis William Buck (conservateur) et Thomas Dyke Acland (10e baronnet) (conservateur)
- 1857 : James Wentworth Buller (libéral) et Charles Hepburn-Stuart-Forbes-Trefusis (conservateur)
- 1865 : Thomas Dyke Acland (11e baronnet) (libéral) et Charles Hepburn-Stuart-Forbes-Trefusis (conservateur)
- 1866 : Thomas Dyke Acland (11e baronnet) (libéral) et Stafford Northcote (conservateur)
- 1885 : Thomas Dyke Acland (11e baronnet) (libéral) et John Moore-Stevens (conservateur)

### Depuis 1950
| Élection     | Député             | Parti  | Parti               | Majorité |
| ------------ | ------------------ | ------ | ------------------- | -------- |
| 1950         | Christopher Peto   |        | Parti conservateur  | 6 084    |
| 1951         | Christopher Peto   | 9 148  | Parti conservateur  |          |
| 1955         | James Lindsay      | 5 226  | Parti conservateur  |          |
| 1959         | Jeremy Thorpe      |        | Parti libéral       | 362      |
| 1964         | Jeremy Thorpe      | 5 136  | Parti libéral       |          |
| 1966         | Jeremy Thorpe      | 1 166  | Parti libéral       |          |
| 1970         | Jeremy Thorpe      | 369    | Parti libéral       |          |
| février 1974 | Jeremy Thorpe      | 11 072 | Parti libéral       |          |
| octobre 1974 | Jeremy Thorpe      | 6 721  | Parti libéral       |          |
| 1979         | Tony Speller       |        | Parti conservateur  | 8 473    |
| 1983         | Tony Speller       | 8 727  | Parti conservateur  |          |
| 1987         | Tony Speller       | 4 469  | Parti conservateur  |          |
| 1992         | Nick Harvey        |        | Libéraux-démocrates | 794      |
| 1997         | Nick Harvey        | 6 181  | Libéraux-démocrates |          |
| 2001         | Nick Harvey        | 2 984  | Libéraux-démocrates |          |
| 2005         | Nick Harvey        | 4 972  | Libéraux-démocrates |          |
| 2010         | Nick Harvey        | 5 821  | Libéraux-démocrates |          |
| 2015         | Peter Heaton-Jones |        | Parti conservateur  | 6 936    |
| 2019         | Selaine Saxby      | 14 813 | Parti conservateur  |          |